# Anelosimus sulawesi
Anelosimus sulawesi är en spindelart som beskrevs av Ingi Agnarsson 2006. Anelosimus sulawesi ingår i släktet Anelosimus och familjen klotspindlar.
Artens utbredningsområde är Sulawesi. Inga underarter finns listade i Catalogue of Life.